# Tipula triemarginata
Tipula triemarginata är en tvåvingeart som beskrevs av Alexander 1936. Tipula triemarginata ingår i släktet Tipula och familjen storharkrankar. Inga underarter finns listade i Catalogue of Life.